# Alfred Ittner
Alfred Jakob Ittner (* 13. Januar 1907 in Kulmbach; † 3. November 1976 ebenda) war ein deutscher SS-Oberscharführer und an der „Aktion T4“ und der „Aktion Reinhardt“ beteiligt.

## Leben
Ittner, von Beruf kaufmännischer Angestellter, trat zum 26. Februar 1926 der NSDAP bei (Mitgliedsnummer 30.805), verließ die Partei aber zum 22. Juni 1927 wieder, er trat ihr erst nach der Machtübernahme durch die Nationalsozialisten erneut zum 1. Mai 1933 bei (Mitgliedsnummer 2.336.408). Der SA trat Ittner 1936 bei. Durch seinen Neffen Willy Schneider erhielt er 1934 eine Anstellung als Buchhalter bei der NSDAP/AO. Als höher vergütete Anstellung nahm Ittner im November eine Anstellung als Buchhalter in der Aktion-T4-Zentrale an, wo er bis Frühjahr 1942 tätig war.
Ende März/Anfang April 1942 wurde Ittner mit Karl Frenzel, Ernst Bauch, Erich Hermann Bauer, Kurt Bolender, Herbert Floss, Hubert Gomerski, Ferdinand Grömer, Hermann Michel, Hans-Heinz Schütt, Karl Steubl, Josef Vallaster und anderen zum SS- und Polizeiführer Odilo Globocnik nach Lublin beordert. Von Ende April 1942 bis Ende Juli 1942 war er im Vernichtungslager Sobibor eingesetzt. Dort war er als Lagerbuchhalter für die Konfiszierung der Wertsachen der Opfer verantwortlich; bei ihm mussten die nackten Transporthäftlinge auf ihrem Weg zu den Gaskammern Gold und ihre Wertsachen abliefern. Ittner saß am Ende des Weges zu den Gaskammern an einem Schalter hinter Glas. Daneben befand sich meistens ein junger jüdischer Lagerinsasse, der Vertrauen bei den Transportjuden erwecken sollte. Er wurde „Goldjude“ oder „kleiner Max“ genannt.
Nach Meinungsverschiedenheiten mit dem Lagerkommandanten Franz Stangl über die Verwendung der geraubten Wertsachen wurde er zu einem Arbeitskommando in Lager III versetzt, wo er jüdische Häftlinge beim Ausheben von Massengräbern überwachen musste. Er bemühte sich bei Stangl vergeblich darum, diesen Posten verlassen zu können. Erst nach einer Intervention bei Friedrich Lorent, dem Hauptwirtschaftsleiter der Zentraldienststelle T4, konnte Ittner wieder auf seinen Posten in der T4-Zentrale zurückkehren. Seinen Posten am Schalter übernahmen später Hans-Heinz Schütt und Herbert Floss.
Ittner erklärte nach dem Kriegsende:
„Ich habe gesehen, dass die gebrechlichen und kranken Juden an den Gruben im Lager 3 [des Vernichtungslagers Sobibór] erschossen worden sind. Ich wandte mich bei diesen Exekutionen immer ab und habe aus diesem Grund keine Vorstellung mehr darüber, wer der eigentliche Schütze war. Es war mehr als eine Schweinerei dort“.

Nach Kriegsende war er als ungelernter Arbeiter tätig und wurde im Zuge der Ermittlungen Anfang der 1960er Jahre in Haft genommen. Im Sobibor-Prozess wurde Ittner 1966 schließlich wegen Beihilfe zum gemeinschaftlichen Mord an mindestens 68.000 Personen zu vier Jahren Haft verurteilt. Ittner starb 1976 in Kulmbach.